# Courson-les-Carrières
Courson-les-Carrières ist eine französische Gemeinde mit 895 Einwohnern (Stand: 1. Januar 2022) im Département Yonne in der Region Bourgogne-Franche-Comté (bis 2015: Burgund). Die Gemeinde gehört zum Arrondissement Auxerre und zum Kanton Vincelles (bis 2015 Kanton Courson-les-Carrières). Die Bewohner nennen sich Coursonnais.

## Geografie
Courson-les-Carrières liegt im Süden der Landschaft Puisaye, etwa 20 Kilometer südsüdwestlich von Auxerre. Umgeben wird Courson-les-Carrières von den Nachbargemeinden Merry-Sec und Moffy im Norden, Charentenay im Nordosten, Fouronnes im Osten, Mailly-le-Château und Festigny im Südosten, Coulanges-sur-Yonne im Süden und Südosten, Surgy im Süden, Andryes im Süden und Südwesten, Druyes-les-Belles-Fontaines im Südwesten, Molesmes im Westen sowie Fontenailles im Nordwesten.

## Bevölkerungsentwicklung
| Jahr                      | 1962 | 1968 | 1975 | 1982 | 1990 | 1999 | 2006 | 2013 |
| Einwohner                 | 671  | 757  | 701  | 682  | 716  | 788  | 853  | 869  |
| Quelle: Cassini und INSEE |      |      |      |      |      |      |      |      |

## Sehenswürdigkeiten

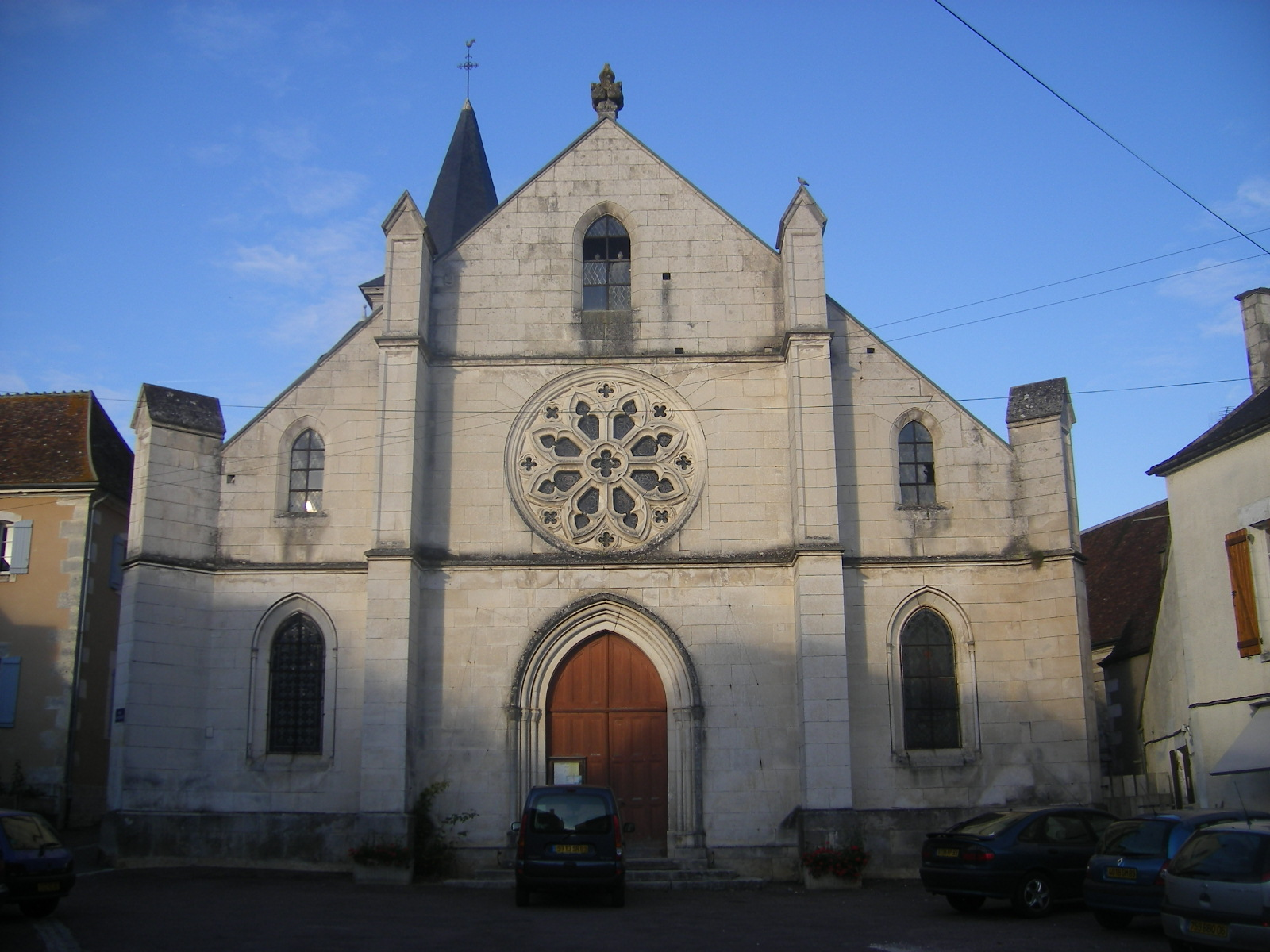
Kirche

- Kirche Saint-Pierre
- Schloss Courson-les-Carrières

## Persönlichkeiten
- Jules Valton (1867–1941), Segler
- Henri Jobier (1879–1930), Florettfechter